# 740
Раннє Середньовіччя. Триває чума Юстиніана. У Східній Римській імперії триває правління Лева III. Більшу частину території Італії займає Лангобардське королівство, деякі області належать Візантії. У Франкському королівстві немає короля при фактичній владі в руках Карла Мартела. Піренейський півострів, крім Королівства Астурія, у руках маврів. В Англії триває період гептархії. Авари та слов'яни утвердилися на Балканах. Центр Аварського каганату лежить у Паннонії. Існують слов'янські держави: Карантанія та Перше Болгарське царство.
Омеядський халіфат займає Аравійський півострів, Сирію, Палестину, Персію, Єгипет, Північну Африку та Піренейський півострів. У Китаї править династія Тан. Індія роздроблена. В Японії триває період Нара. Хазарський каганат підпорядкував собі кочові народи на великій степовій території між Азовським морем та Аралом. Тюркський каганат доживає останні роки. 
На території лісостепової України в VIII столітті виділяють пеньківську й корчацьку археологічні культури. У VIII столітті тривало швидке розселення слов'ян. У Північному Причорномор'ї співіснують різні кочові племена, зокрема булгари, хозари, алани, авари, тюрки, кримські готи.

## Події
- 26 жовтня в Константинополі стався сильний землетрус.
- Війська Омеядського халіфату зазнали поразки від хариджитів Марокко в «битві шляхетних».
- Повстання берберів у Галісії сприяє зміцненню й розширенню королівства Астурія.
- Тразімунд II Сполетський відвоював своє герцогство й убив Гільдеріка Сполетського.
- Зі смертю Севара завершилася династія Дуло в булгар.
- Хозари прийняли юдаїзм.
- Страчено Зеяда ібн Алі, засновника руху зейдитів.